# Rubén Ramírez Lezcano
Rubén Darío Ramírez Lezcano (Asuncion, 11 januari 1966) is een Paraguayaans econoom en politicus.

## Biografie

### Studie
Ramírez behaalde een bachelorgraad in economie aan het College St. Teresa in Ciudad del Este. In 1987 studeerde hij nogmaals af met een bachelorgraad in economie, deze keer aan de Universiteit van Buenos Aires. Later behaalde hij een mastergraad in internationale politiek aan de Sorbonne-universiteit in Parijs (1989) en een diploma bedrijfskunde aan de Anderson School of Management van de Universiteit van Californië in Los Angeles (1998).

### Carrière
Hij bekleedde een aantal functies in de buitenlandse dienst, waaronder op de ambassades in Buenos Aires (Argentinië) en Quito (Ecuador).
Van 2006 tot 2008 was hij minister van Buitenlandse Zaken onder president Nicanor Duarte Frutos. In 2016 werd hij door Paraguay genomineerd als kandidaat voor het presidentschap van de Corporación Andina de Fomento (CAF).
Op 8 juni 2023 werd hij door president Santiago Peña opnieuw benoemd tot minister van Buitenlandse Zaken.
Begin 2025 kandideerde Ramírez voor secretaris-generaal van de OAS (Organisatie van Amerikaanse Staten). Hij zou het bij de verkiezingen van 10 maart opnemen tegen Albert Ramdin uit Suriname, maar op 5 maart kondigde president Peña aan dat hij de nominatie van Ramírez introk.